# Mary Eleanor Wilkins Freeman
Mary Eleanor Wilkins Freeman (31. října 1852 Randolph, Massachusetts – 13. března 1930 Metuchen, New Jersey) byla americká spisovatelka, básnířka a feministka.

## Životopis
Narodila se 31. října 1852 v Randolphu Eleanoře Lothrop (1827–1876) a Warrenu Edwardu Wilkinsovi (1825–1883), kteří ji původně pokřtili "Mary Ella". Její rodiče byli ortodoxní kongregacionalisté a "dopřáli" jí velmi přísné dětství. Měla sestru Annu.
V roce 1867 se rodina přestěhovala do Brattleboro ve Vermontu, kde Mary vystudovala místní střední školu a v letech 1870–1871 navštěvovala Mount Holyoke College (tehdy Mount Holyoke Female Seminary) v South Hadley ve státě Massachusetts. Později si doplnila vzdělání na Glenwoodském semináři ve West Brattleboro.
S přibývajícími léty se projevoval rozdíl mezi Mary a její sestrou Annou. Zatímco její sestra se ochotně ujímala domácích prací a stále více naplňovala očekávání svých rodičů, Mary je začala nenápadně odmítat. Matčině světu domácnosti vzdorovala celý život. Její povídka The Revolt of Mother je v tomto kontextu obzvlášť významná, neboť ji zřejmě napsala jako poctu matčině práci, kterou za matčina života nikdy neocenila.
Když v roce 1873 rodinný obchod s drogistickým zbožím ve Vermontu zkrachoval, rodina se vrátila do Randolphu. Její matka zemřela o tři roky později a ona si na její památku změnila druhé jméno na "Eleanor". Její otec zemřel v roce 1883 a zanechal jí majetek v hodnotě pouhých 973 dolarů. Nastěhovala se k přítelkyni Mary J. Walesové a jako jediný zdroj příjmů začala psát.
V roce 1892 se při návštěvě města Metuchen v New Jersey seznámila s Dr. Charlesem Manningem Freemanem. Po letech námluv a odkladů se 1. ledna 1902 vzali. Hned poté si změnila jméno na "Mary E. Wilkins Freeman". Manželé si postavili dům v Metuchenu, kde se stala místní celebritou díky svému psaní, přestože občas publikovala satirická fiktivní vyobrazení svých sousedů. Její manžel trpěl alkoholismem a závislostí na prášcích na spaní. Byl umístěn do státní psychiatrické léčebny v Trentonu v New Jersey (1922), a o rok později se manželé právně rozešli. Po své smrti v roce 1923 odkázal většinu svého majetku svému šoférovi a pouze jeden dolar věnoval své bývalé manželce.
V dubnu 1926 se stala první držitelkou medaile Williama Deana Howellse za vynikající beletristické dílo udělované American Academy of Arts and Letters.
Mary Eleanor Wilkins Freeman utrpěla infarkt a zemřela 15. března 1930 v Metuchenu ve věku 77 let. Byla uložena na hřbitově Hillside Cemetery ve Scotch Plains ve státě New Jersey.

### Tvorba
Začala psát příběhy a verše pro děti ještě jako teenagerka. Její kariéra autorky povídek odstartovala v roce 1881, kdy se umístila na prvním místě v povídkové soutěži s prací "The Ghost Family." Její nejznámější díla vznikla v 80. a 90. letech 19. století, kdy žila v Randolphu. Nejvíce ji proslavily dvě sbírky povídek: A Humble Romance and Other Stories (1887) a A New England Nun and Other Stories (1891). Její povídky se zabývají převážně životem v Nové Anglii. Mary Freeman je také připomínána díky románu Pembroke (1894) a přispěla druhou kapitolou (The Old-Maid Aunt) do kolaborativního románu The Whole Family (společný román vyprávěný ve dvanácti kapitolách, každé od jiného autora).
Spisovatelka se prostřednictvím různých žánrů tvorby, včetně dětských příběhů, básní a povídek, snažila ukázat feministické hodnoty. V době, kdy psala, tak činila nekonvenčními způsoby; například se odklonila od toho, aby její ženské postavy byly slabé a potřebovaly pomoc, což byl v literatuře běžný trop. prostřednictvím postav, jako je Louisa v její povídce: "A New England Nun", Freemanová zpochybňuje tehdejší představy o ženských rolích, hodnotách a vztazích ve společnosti. Také v povídce "The Revolt of 'Mother'" ilustrovala boj venkovských žen a roli, kterou hrály ve svých rodinách. Povídka zahájila diskusi o právech venkovské ženy, dále inspirovala mnoho dalších děl, v nichž se diskutovalo o nedostatečné kontrole venkovské ženy nad financemi rodiny a hledala se cesta ke zlepšení struktury zemědělských rodin na počátku dvacátého století.
Jednoaktová opera Stephena Pauluse The Village Singer byla adaptací její povídky; vznikla na objednávku Opera Theater of Saint Louis a měla premiéru v roce 1979.

## Dílo
| Decorative Plaques (1883)                  | Silence, and other Stories (1898)                                            | The Debtor (1905)                          |
| The Adventures of Ann (1886)               | People of Our Neighborhood (1898)                                            | Doc Gordon (1906)                          |
| A Humble Romance and Other Stories (1887)  | Some of Our Neighbours (1898)                                                | The Fair Lavinia, and Others (1907)        |
| A New England Nun and Other Stories (1891) | In Colonial Times (1899)                                                     | By the Light of the Soul (1907)            |
| The Revolt of Mother (1891)                | The Jamesons (1899)                                                          | The Shoulders of Atlas (1908)              |
| Young Lucretia and Other Stories (1892)    | Evelina's Garden (1899)                                                      | The Winning Lady, and Others (1909)        |
| The Pot of Gold and Other Stories (1892)   | The Love of Parson Lord and Other Stories (1900)                             | The Green Door (1910)]                     |
| Jane Field (1892)                          | The Heart's Highway: A Romance of Virginia in the Seventeenth Century (1900) | The Butterfly House (1912)                 |
| Giles Corey (1893)                         | Understudies (1901)                                                          | The Yates Pride (1912)                     |
| Pembroke (1894)                            | The Portion of Labor (1901)                                                  | The Copy–Cat, and Other Stories (1914)     |
| Comfort Pease and Her Gold Ring (1895)     | A Far-Away Melody and Other Stories (1902)                                   | An Alabaster Box (1917)                    |
| Madelon (1896)                             | Six Trees (1903)                                                             | Edgewater People (1918)                    |
| Once Upon a Time (1897)                    | The Wind in the Rose Bush and Other Stories of the Supernatural (1903)       | The Best Stories of Mary E. Wilkins (1927) |
| Jerome, a Poor Man (1897)                  | The Givers and Other Stories (1904)                                          | Collected Ghost Stories (1974)             |

### V češtině
- Dvě detektivní novely – [Dlouhé paže. Vražda v Jexském dvorci] přeložil O. S. Vetti. Praha: František Šimáček, 1895[1]
- Skromný románek a jiné povídky – př. Olga Kalašová. Praha: Jan Otto, 1899[2]
- Dvanáctý host – in: 1000 nejkrásnějších novel... č. 29; úvod František Sekanina; ze sbírky Novoanglická jeptiška a jiné povídky př. Jaroslav Novák. Praha: J. R. Vilímek, 1912